# Park Yeon-mi
Park Yeon-mi (europäische Namensfolge: Yeonmi Park; * 4. Oktober 1993 in Hyesan, Ryanggang-do, Nordkorea) ist eine aus Nordkorea geflohene Aktivistin, die 2007 nach China flüchtete und zunächst 2009 in Südkorea sesshaft wurde.  Sie stammt aus einer gebildeten, politisch vernetzten Familie, die nach dem wirtschaftlichen Zusammenbruch in den 1990er Jahren in den Schwarzhandel verwickelt war. Nachdem ihr Vater wegen Schmuggelns ins Arbeitslager gebracht wurde, musste die Familie zwangsweise hungern. Sie und ihre Angehörigen flohen nach China, wo Park und ihre Mutter in die Hände von Menschenhändlern fielen und von dort in die Mongolei weiterflüchteten. Park gab 2011 ihr Medien-Debüt in der südkoreanischen Show Now On My Way to Meet You, wo sie aufgrund ihrer Geschichten über den wohlhabenden Lebensstil ihrer privilegierten Familie als Nordkoreas „Paris Hilton“ bezeichnet wurde. Heute ist sie eine Medienpersönlichkeit in den USA und erlangte Bekanntheit durch ihre als „amerikanisch konservativ“ beschriebenen politischen Ansichten.

## Leben

### Herkunft
Parks Vater war Mitglied der regierenden Partei der Arbeit Koreas und Beamter in der Regierung von Hyesan; ihre Mutter arbeitete als Krankenschwester in der Koreanischen Volksarmee. Später zog ihr Vater in der Hauptstadt Pjöngjang einen Metallschmuggel auf, wo er die meiste Zeit des Jahres verbrachte, während Frau und Tochter in Hyesan blieben. Ihre Familie war für nordkoreanische Maßstäbe wohlhabend, obwohl das Leben nach der Verhaftung des Vaters deutlich schwieriger wurde. Park hat eine ältere Schwester.

### Flucht aus Nordkorea (2007)
Parks Vater wurde wegen Schmuggels festgenommen und musste Zwangsarbeit leisten. Ihre Ansichten über die herrschende Kim-Dynastie änderten sich, als sie eine illegal importierte DVD des 1997 erschienenen Films Titanic sah, der ihr die unterdrückende Natur der nordkoreanischen Regierung offenbarte.
Als Parks Vater zurückkehrte, forderte er seine Familie auf, die Flucht nach China zu planen. Parks Schwester Eunmi reiste jedoch zu früh nach China, ohne den Rest der Familie zu informieren. Park und ihre Familie hatten Angst, für die Flucht der Schwester bestraft zu werden, und flüchteten mithilfe von Schleusern nach China. Im Januar 2008 starb ihr Vater an Darmkrebs. Im Februar 2009 halfen ihr chinesische und koreanische Missionare, die sie in der Hafenstadt Qingdao kennengelernt hatte, in die Mongolei zu flüchten und südkoreanische Diplomaten ermöglichten die Ausreise nach Seoul. Nach dieser Flucht wurde sie zu einer Vollzeitaktivistin für Menschenrechte in Nordkorea.

### Südkorea (2009–2014)

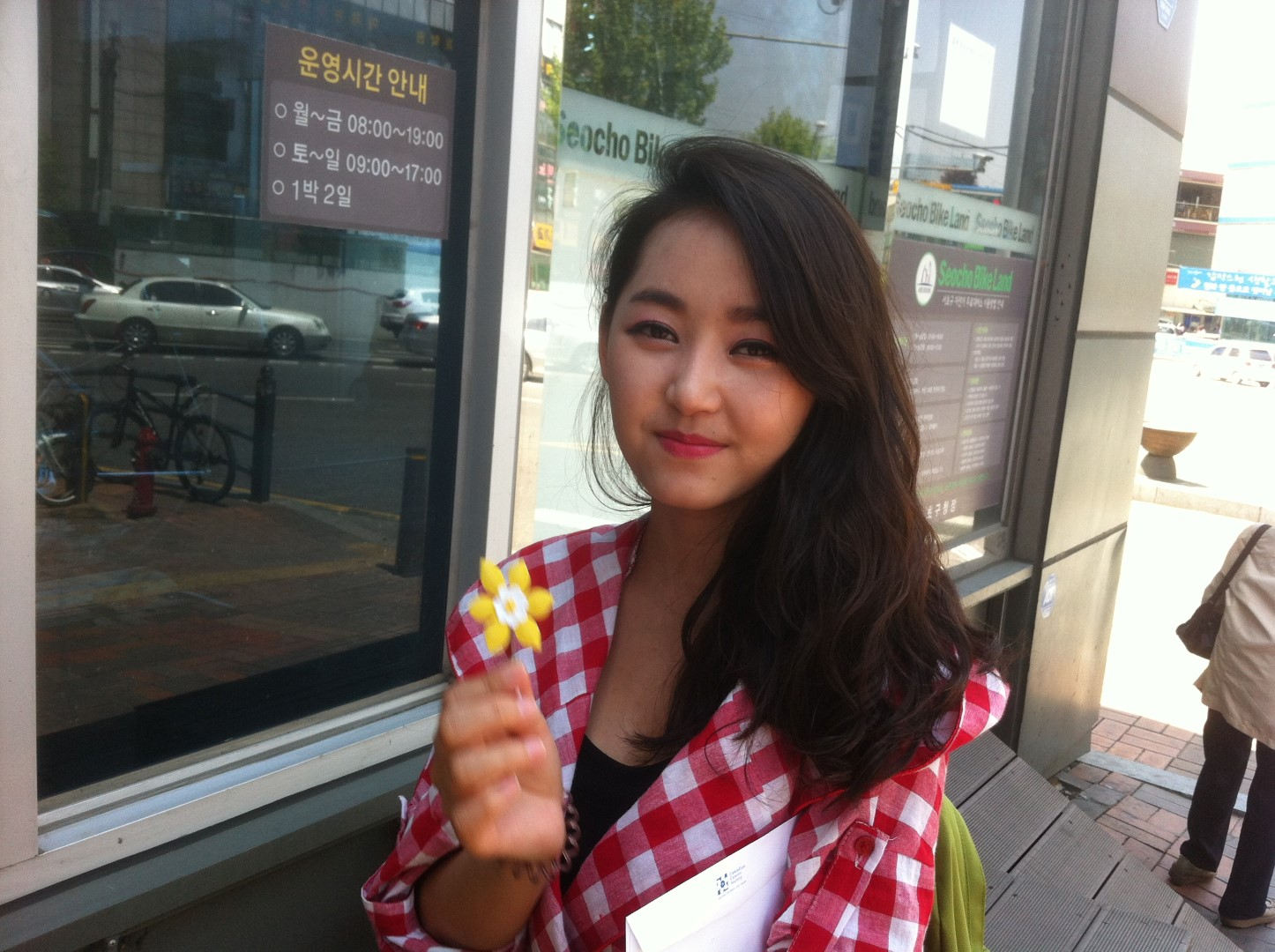
Park Yeonmi in Südkorea (2014)

Park und ihre Mutter hatten Schwierigkeiten, sich auf das Leben in Südkorea einzustellen, fanden jedoch Arbeit als Verkäuferin beziehungsweise Kellnerin. Park setzte ihre Ausbildung an der Dongguk University in Seoul fort. Von 2012 bis 2014 trat sie unter dem Namen Ye-ju in der Talkshow Now on My Way to Meet You auf, in der sich Südkoreanerinnen über Mode und Trends unterhalten. Im April 2014 informierte sie der südkoreanische Geheimdienst, dass ihre Schwester über China und Thailand nach Südkorea geflohen sei. Kurz danach kamen die Schwestern und ihre Mutter wieder zusammen.

### One-Young-World-2014-Gipfel in Dublin
Ihre Rede auf dem One-Young-World-2014-Gipfel in Dublin machte sie weltweit bekannt. Darin sprach sie über ihre Erfahrungen in Nordkorea. Das Video wurde innerhalb von zwei Tagen 50 Millionen Mal auf YouTube und 80 Millionen Mal in anderen sozialen Netzwerken abgerufen. Ihre Memoiren Mut zur Freiheit: Meine Flucht aus Nordkorea (In Order to Live: A North Korean Girl’s Journey to Freedom) wurden im September 2015 veröffentlicht. Eine Journalistin stellte jedoch teilweise die Richtigkeit ihrer Aussagen infrage. Im Nachhinein entpuppten sich diese Unstimmigkeiten jedoch als Missverständnis und wurden in einem Update des entsprechenden Artikels von Park selbst entschuldigt.

### Vereinigte Staaten (2014–heute)
Im Jahr 2014 wurde Park zu einer der BBC 100 Women gewählt. Park zog 2014 in die USA nach New York City, um ihre Memoiren zu vervollständigen und ihre Rolle als Aktivistin zu erweitern. Sie setzte ebenfalls ihr Studium im Herbst 2016 an der Columbia University School of General Studies fort. 

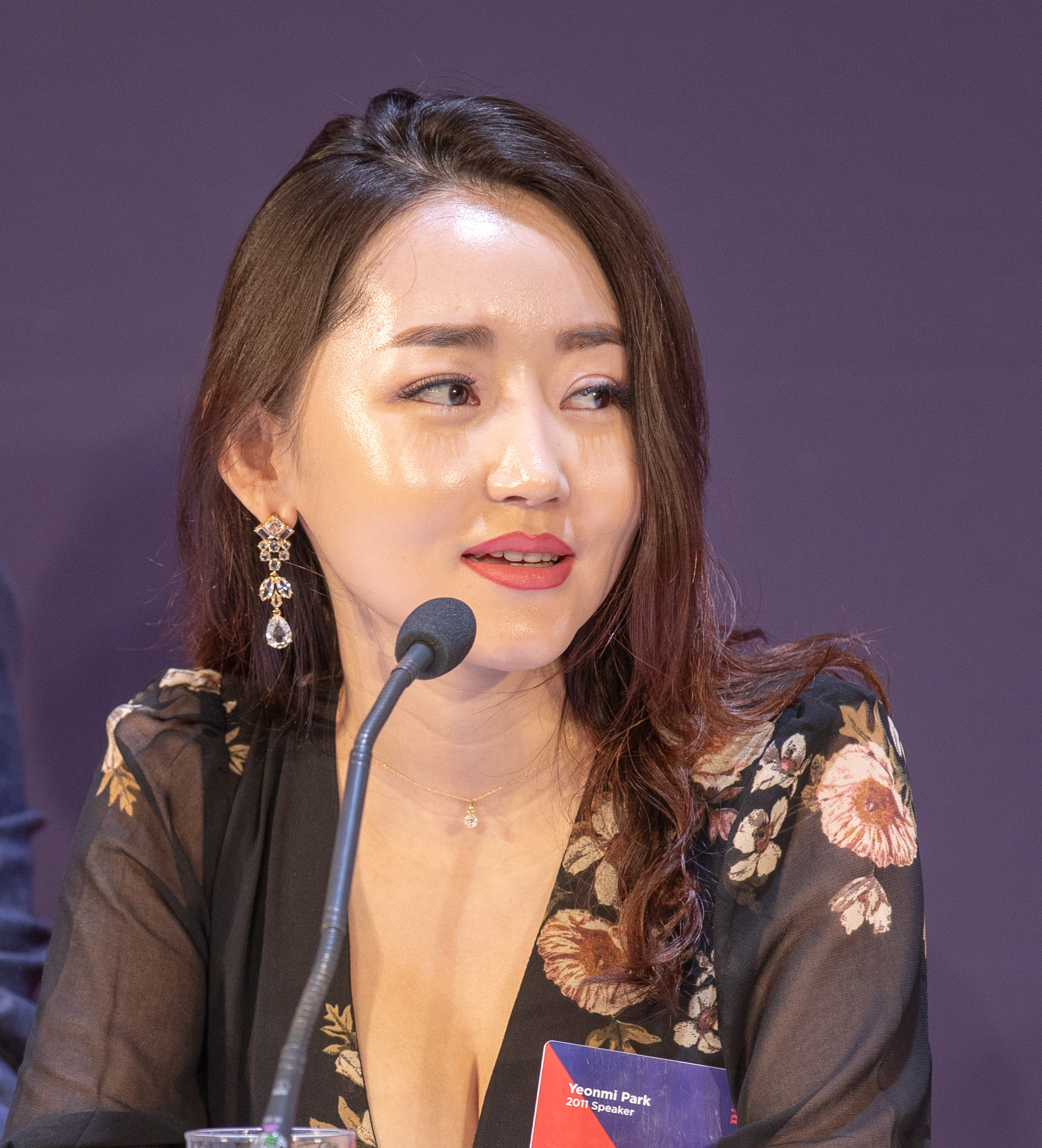
Yeonmi Park spricht 2018 auf den Oslo Freedom Forum

Am 1. Januar 2017 verkündete sie ihre Heirat. Im März 2018 brachte sie einen Sohn zur Welt. Ein Jahr nach ihrer Scheidung wurde Park im Jahr 2021 US-Bürgerin.
Während der 2020er Jahre wurde sie zur Stimme des amerikanischen Konservatismus durch Reden, Podcasts und die Veröffentlichung ihres zweiten Buches im Jahr 2023, „While Time Remains: A North Korean Defector's Search for Freedom in America“.

## Politische Ansichten
Park ist der Überzeugung, dass linksgerichtete politische Ideologien die vorherrschenden Ansichten in der amerikanischen Gesellschaft darstellen und dass die Vereinigten Staaten sich auf dem Weg zu einer „liberalen Diktatur“ befinden.